# Salix donggouxianica
Salix donggouxianica là một loài thực vật có hoa trong họ Liễu. Loài này được C.F. Fang miêu tả khoa học đầu tiên năm 1984.